# 竹﨑由佳
竹﨑 由佳（たけざき ゆか、1992年12月16日 - ）は、テレビ東京のアナウンサー、元子役。

## 来歴
大阪府出身。母親の勧めから、礼儀作法や言葉遣いを身に付ける目的で、幼少時から小学6年生まで子役として活動していた。子役時代には、ビートたけし主演の実写映画『血と骨』で、田畑智子扮する「金花子」の少女時代を演じた。監督の崔洋一からは、「（田畑と）瓜二つやから（少女時代の金花子役に起用した）」とも言われたという。
また、テレビ朝日のスペシャルドラマ『天の瞳3』では、主要キャストの1人に起用。NHK教育のドラマ愛の詩『パパ トールド★ミー 大切な君へ』にも出演した。このような経験を通じて芝居の楽しさを知ったことから、一時は女優になることを志した。
中学1年生だった2005年には、同年度の『ホリプロタレントスカウトキャラバン』に参加。大阪代表に選ばれたが、自身と同じ大阪府出身の緑友利恵（2017年に友利恵に改名）がグランプリを獲得したことから、挫折感を味わったという。同キャラバンには通算で3回挑戦したが、高校への進学を機に、女優への道を断念した。
高校時代には吹奏楽部でオーボエを担当。在学中は音楽家への道を目指すべく音楽大学への進学を志望していた。しかし、子役時代を知っていた教員からアナウンサーの仕事を勧められたことをきっかけに、志望大学を青山学院大学へ変更。同大学文学部フランス文学科入学後に、フランス語検定準二級を取得した。
大学卒業後、2015年4月アナウンサーとして関西テレビに入社（同期入社は竹上萌奈）。入社当初は、「いつも自然体（で番組に出演している）」という理由から、大江麻理子（テレビ東京アナウンサー → 同報道局キャスター）をアナウンサーとしての目標に挙げていた。同年7月20日に『ごきげんライフスタイル よ〜いドン!』で番組デビューを果たすと、10月24日から半年間は、自身初の冠番組『もえ❤ゆかの○○を“超えろ”!』を竹上と共に担当。さらに、平日夕方の報道・情報番組（『ゆうがたLIVE ワンダー』→『みんなのニュース ワンダー』→『みんなのニュース 報道ランナー』）で、リポーターやスポーツキャスターを務めた。
2016年4月からは、先輩の女性アナウンサー（藤本景子 → 高橋真理恵）が担当してきた『お笑いワイドショー マルコポロリ!』のアシスタントに就任。また、ランニングも趣味であることから、同年と2017年には間寛平が主宰する「淀川寛平マラソン」10kmの部に参加。2年連続で完走した。
その一方で、関西テレビ在籍中の2017年初頭には、大江が在籍するテレビ東京の新卒採用試験を受けた。テレビ東京の2018年度新卒採用資格を満たしていたことによるもので、後にアナウンサーとして同年4月からの採用が内定したため、2017年5月末までに上記の担当番組を全て降板。5月31日付で関西テレビを退社した。
テレビ東京では、関西テレビ在籍中の実務経験を背景に当初の予定より早く竹﨑を採用することを決定した。2017年6月1日付で正式に入社し、7月3日から『追跡LIVE! Sports ウォッチャー』月曜日のキャスターを務めている。テレビ東京での同期は、同年4月1日付け新卒入社の角谷暁子になる。同年10月2日から2019年3月29日までは、『よじごじDays』の司会を先輩アナウンサーの大橋未歩（同年12月4日をもってテレビ東京を退社）から引き継いだ。
鷲見玲奈の退社に伴って『追跡LIVE! Sports ウォッチャー』の土曜日を担当。2020年東京オリンピックのキャスターに抜擢された。2022冬季北京オリンピックの現地キャスターに起用。

## 人物
- 猫を9匹飼うほどの愛猫家。
- 好きな言葉は「転がる石に苔むさず」[16]。
- 関西出身ということもあり、プロ野球は阪神タイガースファンであることを明かしている[5]。
- 2017年2月、関西テレビ在職中に『お笑いワイドショー マルコポロリ!』に出演した際には「大学時代には仕送りはなく、ずっとアルバイトをしていたことや大学を卒業するために奨学金を活用し、返済するのに40歳までかかること」などを明かした[17]。

## 出演番組

### 現在
- 紙とさまぁ〜ず（2021年6月29日 - ）
- TXN NEWS（不定期）
- Weekly女子ゴルフ（2024年4月7日 - ）
- ワールドビジネスサテライト（水曜日・木曜日フィールドキャスター、2024年10月2日 - ）
- 東急ジルベスターコンサート（2024年 - ） - 司会[18]

### 過去

#### 子役時代
- オードリー（2000年、NHK総合） - 端役（役名不明）
- 天の瞳3（2002年、テレビ朝日） - アズサ役
- ドラマ愛の詩 Papa told me（2003年、NHK教育）
- 血と骨（2004年） - 金花子（子供時代）役

#### 関西テレビアナウンサー時代
- もえ❤ゆかの○○を“超えろ”!（2015年10月24日 - 2016年3月）
  - 2015年11月14日までと2016年1月23日以降は毎週土曜日 17:25 - 17:30、2015年11月19日から2016年1月14日までは毎週木曜日 1:20 - 1:25（水曜日深夜）に放送[11]。
- ゆうがたLIVE ワンダー（2015年10月 - 2016年3月25日、「イマ知り!」金曜日担当リポーター）
- みんなのニュース ワンダー（2016年4月1日 - 2017年3月24日、水 - 金曜日スポーツキャスター）
- みんなのニュース 報道ランナー（2017年3月27日 - 29日、スポーツキャスター）
- お笑いワイドショー マルコポロリ!（2016年4月3日 - 2017年5月28日、アシスタント）
- カンテレNEWS（主に『ユアタイム』土曜未明〈金曜深夜〉ローカル枠を担当）

#### テレビ東京入社後
- ワールドビジネスサテライト（2018年5月3日、トレンドたまごコーナー）
- よじごじDays（2017年10月2日 - 2019年3月29日、メインパーソナリティー）[15]
- BSテレ東プロ野球中継2019「埼玉西武×広島」（BSテレビ東京、2019年6月5日、ベンチリポーター）
- 東京オリンピックまで半年!民放同時放送 一緒にやろう2020大発表スペシャル（民放在京キー局5社[19]共同制作番組、2020年1月24日、MC陣の一員として出演）
- THEカラオケ★バトル（2021年2月21日、森香澄不在時のMC代理）
- 日経プラス10（BSテレビ東京、2019年4月2日 - 2020年3月24日、火曜日サブキャスター）
- なんでもクイズスタジアム プロ野球王決定戦（2022年3月27日） - 進行役
- 追跡LIVE! Sports ウォッチャー
  - 月曜担当（2017年7月3日 - 2020年3月23日）[20]
  - 金・土曜担当（2020年4月3日 - 2022年4月3日）
- パパパパラビ!（TBS・テレビ東京、2019年3月30日 - 、MC）不定期
- スポさま（BSテレビ東京、2019年12月1日 - 2020年1月、不定期アシスタント）
- 所さんの学校では教えてくれないそこんトコロ!（2019年11月1日 - 2024年9月）
- みんなのスポーツ Sports for All（金曜日、2022年4月4日 - 2024年3月31日）
- 日経ニュースプラス9（2022年4月2日 - 2024年6月28日）
- 正解の無いクイズ（2022年11月1日・11月8日、2023年4月3日 - 2024年10月2日） - 天の声
- FOOT×BRAIN（2020年4月5日 - 2024年11月10日 、隔週出演）

## その他
- 一日消防署長 大阪市（2016年11月9日）[21]